# Права ЛГБТ в округе Колумбия
Лесбиянки, геи, бисексуалы и трансгендерные люди (ЛГБТ) в округе Колумбия пользуются теми же правами, что и люди, не принадлежащие к ЛГБТ. Наряду с остальной частью страны, округ Колумбия признает и разрешает однополые браки. Доля однополых домохозяйств в округе Колумбия в 2008 году составляла 1,8 %, что является самым высоким показателем в стране. К началу 2015 года это число выросло до 4,2 %.
Округ Колумбия считается очень приемлемым и терпимым по отношению к ЛГБТ и однополым отношениям, согласно опросу Государственного исследовательского института религии в 2017 году, который показал, что 78 % жителей поддерживают однополые браки. Округ также прямо запрещает дискриминацию по признаку сексуальной ориентации и гендерной идентичности, а также использование конверсионной терапии как для несовершеннолетних, так и для взрослых. Закон об однополых браках вступил в силу в марте 2010 года, предоставив однополым парам право вступать в брак, а домашние партнерства были легализованы в 2002 году.

## Закон об однополых сексуальных отношениях
В 1801 году Конгресс Соединенных Штатов принял закон, который продолжал действие всех законов Мэриленда и Виргинии в Округе: законы Мэриленда применялись к части Округа, переданной от Мэриленда, а законы Виргинии применялись к части, переданной от Виргинии. В результате в переданной в Мэриленде части мужеложство каралось тюремным заключением сроком до семи лет и казнью рабов, тогда как в переданной Виргинией части наказание было установлено на срок от 1 до 10 лет тюремного заключения и казнью рабов. Мэриленд отменил смертную казнь для рабов в 1809 году. В 1847 году часть, переданная Виргинией, была возвращена Виргинии, поэтому на территории действовал только закон Мэриленда. В 1871 году Конгресс предоставил округу самоуправление. Все существующие законы были сохранены, если и до тех пор, пока это не было прямо изменено городским советом. После того, как прямое правление было восстановлено в 1874 году, Конгресс принял в 1901 году закон о признании преступлений по гражданскому праву с наказанием в виде тюремного заключения сроком до пяти лет и/или штрафа в размере 1 000 долларов.
Закон 1935 года объявил преступлением домогательство человека «в целях проституции или в других аморальных или непристойных целях». В 1948 году Конгресс принял закон, предусматривающий «лечение сексуальных психопатов и в других целях», криминализирующий гомосексуализм или гетеросексуальность за содомию с лишением свободы на срок до 10 лет или штрафом в размере 1 000 долларов. Оральный секс был включен в приложение закона. Первое судебное дело по этому вопросу произошло всего год спустя по делу Тонкер против Соединенных Штатов. Согласно правительственному отчету 1950 года, около 1400 арестов были произведены за «сексуальную активность», 27 % из которых были отклонены судами. Еще у 50 % залог был внесен арестованным, и дальше ничего не происходило. Большинство задержаний было совершено за «хулиганство». В отделении полиции было несколько офицеров, единственной задачей которых было «проверять гомосексуалистов». В последующие годы этот вопрос рассматривался во многих судебных делах. Многие из опубликованных дел о содомии и домогательствах в 1950-х и 1960-х годах демонстрируют четкую политику провокации со стороны местной полиции, некоторые из которых были запрещены пересматривающими судами. В 1972 году во время расследования дела Шеферс и другие против Уилсона, правительство округа Колумбия объявило о своем намерении не преследовать кого-либо в судебном порядке за частную мужеложство взрослых по обоюдному согласию, действие, оспариваемое прокурором США по округу Колумбия. Иск явился частью соглашения об оспаривании закона о гомосексуализме, поданного четырьмя геями.
В 1981 году однополые сексуальные отношения были декриминализованы, но это решение было быстро отменено Конгрессом США. В 1993 году последовала успешная законодательная отмена законов, криминализирующих однополые сексуальные отношения. 
В соответствии с Законом о самоуправлении округа Колумбия 1973 года все законы, принятые Советом округа Колумбия и подписанные мэром, подлежат обязательной 30-дневной «проверке Конгрессом США». Только тогда, после 30-дневной проверки Конгресса, и если они не будут заблокированы Конгрессом, они вступят в силу в округе Колумбия. 

## Признание однополых отношений
Однополые домашние партнерства были легализованы Советом в 1992 году через Закон о расширении льгот для здоровья, но контролируемый республиканцами Конгресс отказывался одобрить эту меру до 2002 года, когда в тот год не был включен законодательный участник, препятствующий одобрению Конгрессом реализации Закона. Впоследствии положения Закона Округа о домашнем партнерстве были постепенно расширены.
Однополые браки в округе Колумбия были легализованы 18 декабря 2009 года, когда мэр Адриан Фенти подписал закон, принятый Советом округа Колумбия 15 декабря 2009 года. После подписания мера закон попал в обязательную проверку Конгрессом в срок 30 рабочих дней. Лицензии на вступление в брак стали доступны 3 марта 2010 года, а первые браки были заключены 9 марта. Округ стал единственной юрисдикцией в Соединенных Штатах ниже линии Мэйсона-Диксона, где разрешалось вступать в брак однополым парам, пока соседний Мэриленд не легализовал однополые браки 1 января 2013 года.
Домашние партнерства для однополых и разнополых пар остаются доступными как вариант совместного проживания наряду с браком.
Округ предоставляет льготы однополым партнерам государственных служащих с 2002 года.

## Усыновление и планирование семьи
Однополым парам разрешено усыновлять детей на законных основаниях. Кроме того, лесбийские пары имеют доступ к экстракорпоральному оплодотворению (негестационный негенетический родитель автоматически признается законным родителем ребенка, рожденного в результате донорского осеменения), а гей-парам разрешается проводить гестационное и традиционное суррогатное материнство на тех же условиях, что и разнополые пары.
2 декабря 2016 года законодательный комитет 9 голосами - «за» принял законопроект, разрешающий коммерческие контракты суррогатного материнства для всех пар. 22 декабря Совет округа Колумбия единогласно принял закон во втором чтении 13 голосами - «за». Мэр Мюриэл Баузер подписала закон 15 февраля 2017 года, и он вступил в силу 7 апреля 2017 года после того, как прошло 30-дневное рассмотрение Конгрессом. 

## Защита от дискриминации

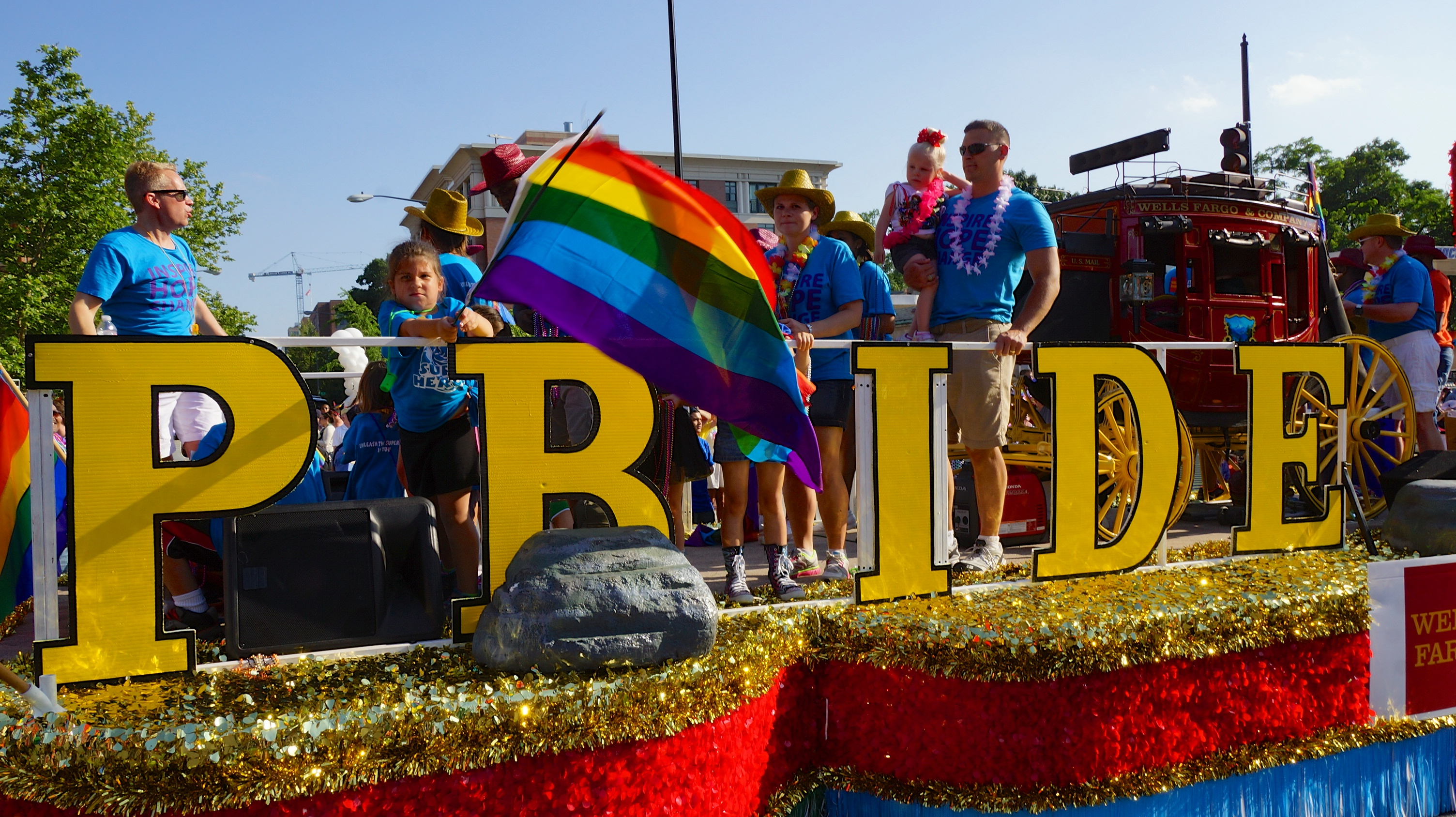
Capital Pride проводится ежегодно в июне

И сексуальная ориентация, и гендерная идентичность относятся к защищенным классам в соответствии с законодательством округа.

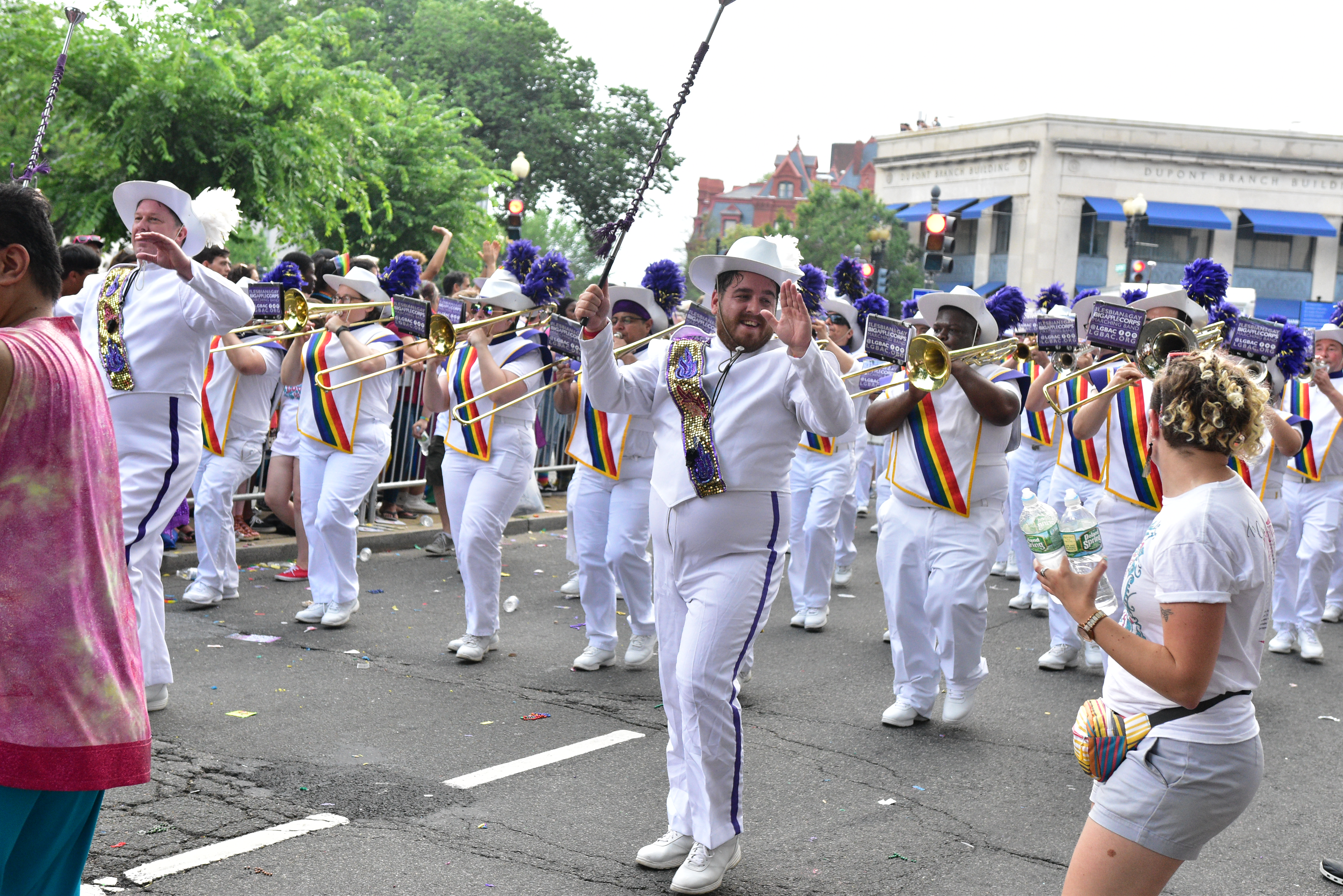
Участники парада 2018 года

Более того, закон округа о борьбе с издевательствами запрещает издевательства по признаку расы, цвета кожи, этнической принадлежности, национального происхождения, религии, пола, возраста, семейного положения, внешнего вида, сексуальной ориентации, гендерной идентичности или самовыражения, интеллектуальных способностей, семейного положения, семьи, обязанностей, аттестата зрелости, политической принадлежности, генетической информации, инвалидности, источника дохода, статуса жертвы внутрисемейного правонарушения, места жительства или работы, любых других отличительных характеристик и связи с человеком или группой с любым лицом, с одной или несколькими действительными или предполагаемыми вышеизложенными характеристиками. Закон также прямо включает киберзапугивание и домогательства и применяется ко всем образовательным учреждениям в Округе.

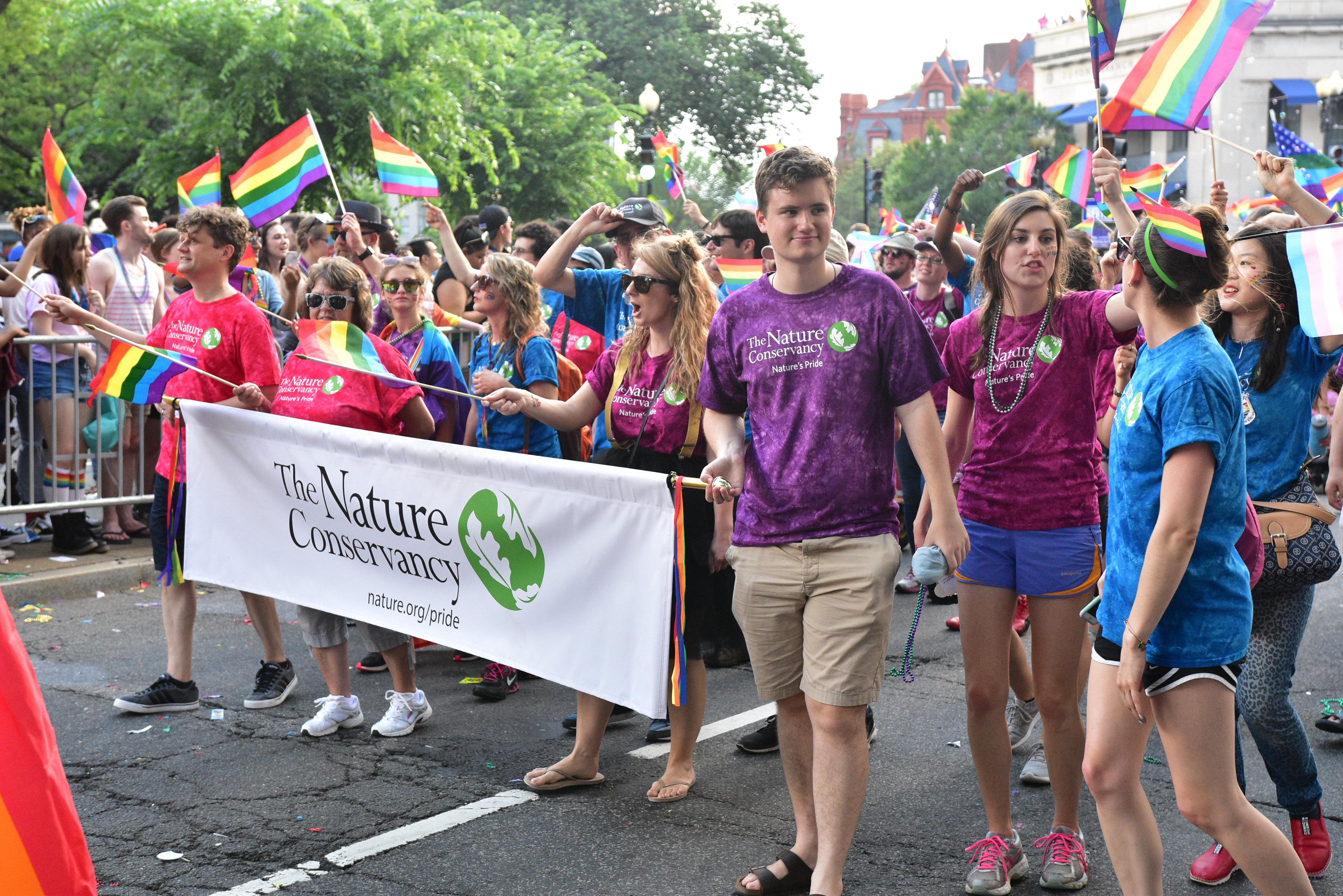
Участники парада 2018 года

В мае 2015 года запрет на дискриминацию был распространен на студентов из числа ЛГБТ, посещающих религиозные школы.
В октябре 2020 года Совет округа Колумбия проголосовал 13 голосами - «за» за принятие законопроекта, защищающего пожилых ЛГБТ, проживающих в учреждениях долгосрочного ухода в округе, от дискриминации и преследований. Законопроект был подписан мэром Мюриэл Баузер 2 ноября 2020 года. Закон вступил в силу 15 января 2021 года.

### Закон о преступлениях на почве ненависти
Закон округа о преступлениях на почве ненависти охватывает как сексуальную ориентацию, так и гендерную идентичность. Он предусматривает дополнительные наказания за преступления, мотивированные сексуальной ориентацией или гендерной идентичностью жертвы, среди других категорий.

## Права трансгендерных людей
Раньше трансгендерным людям приходилось делать операцию по смене пола, чтобы изменить гендерный маркер в свидетельстве о рождении и водительских правах. В соответствии с Законом JaParker Deoni Jones о равенстве свидетельств о рождении от 2013 года трансгендерные люди в округе могут получить новую документацию, отражающую их гендерную идентичность, у городского регистратора после письма от лицензированного поставщика медицинских услуг, подтверждающего их гендерную идентичность, и им больше не нужно проходить регистрацию и операцию по смене пола. Закон прошел рассмотрение Конгресса и вступил в силу 5 ноября 2013 года.
В 2015 году в Совет округа Колумбия был внесен законопроект о надлежащей регистрации гендерной идентичности трансгендерных людей в свидетельствах о смерти. Законопроект был отклонен комитетом 4 голосами - «за» и 6 голосами - «против». В 2016 году тот же законопроект был внесен другим членом и прошел стадию комитета 9 голосами - «за». Законопроект был единогласно принят во втором чтении 13 голосами - «за». Мэр Мюриэл Баузер подписала этот законопроект 15 февраля 2017 года, и он вступил в силу 7 апреля 2017 года после того, как прошел 30-дневный «обзор Конгресса».
С 1 июля 2017 года Департамент автотранспортных средств округа Колумбия предложил третий вариант выбора пола в лицензиях и удостоверениях личности: «X». Он выдал первую в США гендерно-нейтральную идентификационную карту ЛГБТ-активисту Шиге Сакураи, который помог разработать новую политику. В сентябре 2018 года Совет округа Колумбия единогласно одобрил законопроект, закрепляющий решение Департамента транспортных средств. Пол «X» в настоящее время недоступен для свидетельств о рождении. 

## Конверсионная терапия
2 декабря 2014 года Совет округа Колумбия единогласно проголосовал за запрет на изменение сексуальной ориентации (конверсионную терапию) несовершеннолетних. Мэр Винсент С. Грей подписал законопроект 22 декабря 2014 года. Закон прошел рассмотрение Конгресса и вступил в силу 11 марта 2015 года.
В январе 2019 года запрет на конверсионную терапию был распространен на взрослых. 16 января мэр Мюриэл Баузер подписала закон, и он вступил в силу 13 марта 2019 года. 

## Защита от гей и транс-паники
В сентябре 2019 года было внесено несколько законопроектов об отмене защиты от гей и транс-паники.
В ноябре 2020 года Комитет по судебной власти и общественной безопасности Совета округа Колумбия единогласно одобрил закон об отмене защиты от гей и транс-паники. В декабре 2020 года Совет округа Колумбия принял закон единогласным голосованием 13 голосами — «за». В январе 2021 года сообщалось, что у правительства может не хватить средств, необходимых для полного выполнения закона. 11 января 2021 года мэр Мюриэл Баузер подписала закон. Законопроект вступит в силу после 30-дневного рассмотрения в Конгрессе.
В феврале 2021 года Associated Press сообщило, что нападение на Капитолий задержало вступление в силу нескольких законодательных актов, в том числе закона об отмене защиты от гей и транс-паники.
После многих задержек закон вступил в силу 8 июня 2021 года.

## Общественное мнение и демография
Опрос Института Уильямса 2013 года показал, что 10% взрослого населения округа Колумбия идентифицировали себя как ЛГБТ. Это был самый высокий показатель в США.
Опрос Института исследований общественной религии 2017 года показал, что 78% жителей округа Колумбия поддерживают однополые браки, 17% выступают против и 5% не уверены. Кроме того, 84% поддержали закон о борьбе с дискриминацией, касающийся сексуальной ориентации и гендерной идентичности, а 10% высказались против. 

## Таблица результатов
| Однополые сексуальные отношения разрешены                        | (с 1993)                                                                 |
| Единый возраст сексуального согласия                             | (с 1993)                                                                 |
| Законы о борьбе с дискриминацией во всех сферах                  | (и сексуальная ориентация, и гендерная идентичность)                     |
| Однополые браки                                                  | (с 2010)                                                                 |
| Признание однополых пар                                          | (с 2002)                                                                 |
| Совместное усыновление однополыми парами                         | Yes                                                                      |
| Лесбиянкам, геям и бисексуалам разрешено открыто служить в армии | (с 2011)                                                                 |
| Трансгендерным людям разрешили открыто служить в армии           | (с 2021)                                                                 |
| Конверсионная терапия запрещена                                  | (с 2015 для несовершеннолетних и с 2019 для взрослых)                    |
| Отмена зашиты от гей и транс-паники                              | (с 2021)                                                                 |
| Право изменить пол по закону без хирургического вмешательства    | Yes                                                                      |
| Строка "Третий пол"                                              | / (с 2017 для водительских прав, недоступно для свидетельств о рождении) |
| Доступ к ЭКО для лесбийских пар                                  | Да                                                                       |
| Законное соглашение о суррогатном материнстве для гей-пар        | Да                                                                       |
| Мужчинам, практикующих секс с мужчинами, разрешили сдавать кровь | /(с 2020; трехмесячный период отстрочки)                                 |